# التصوير المحيطي الكمي الطبقي المبرمج

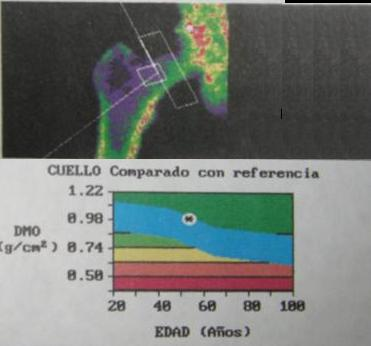

التصوير المحيطي الكمي الطبقي المبرمج أو ما يعرف باسم pQCT اختصارا للكلمة (Peripheral quantitative computed tomography) هو أحد أنواع التصوير الطبقي المبرمج الكمي المستخدم من أجل إجراء قياسات لكثافة المعادن في العظام (BMD) في الجزء المحيطي من الجسم، وهو مفيد في قياس قوة العظام. على خلاف معظم تقنيات قياس كثافة المعادن في العظام فإن طريقة التصوير المحيطي الكمي الطبقي المبرمج (pQCT) تفيد في القياس الكمي لكثافة معادن العظام بالإضافة إلى قياسات أخرى لمؤشرات الإجهاد-الانفعال (SSI) وشكل العظام، بينما تكون طرق أخرى مثل مقياس امتصاص الأشعة السينية ثنائي البواعث قادة على إعطاء معلومات عن كثافة المعادن السطحية للعظام.